# Preservatiu

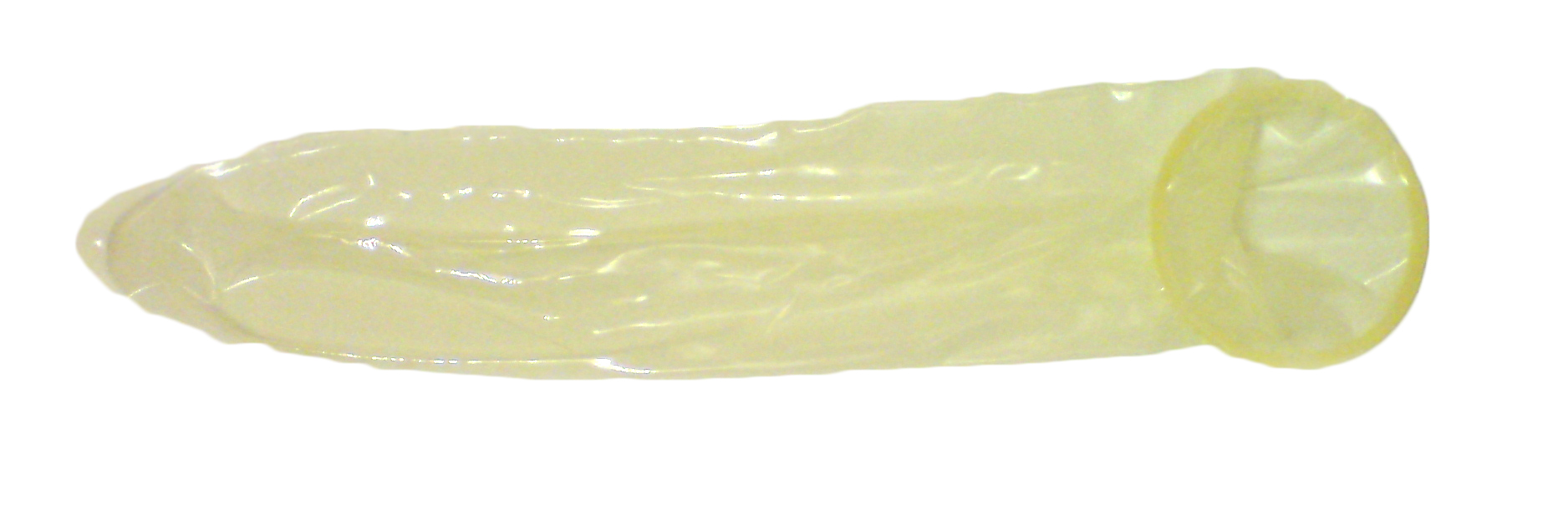
Preservatiu masculí desenrotllat.

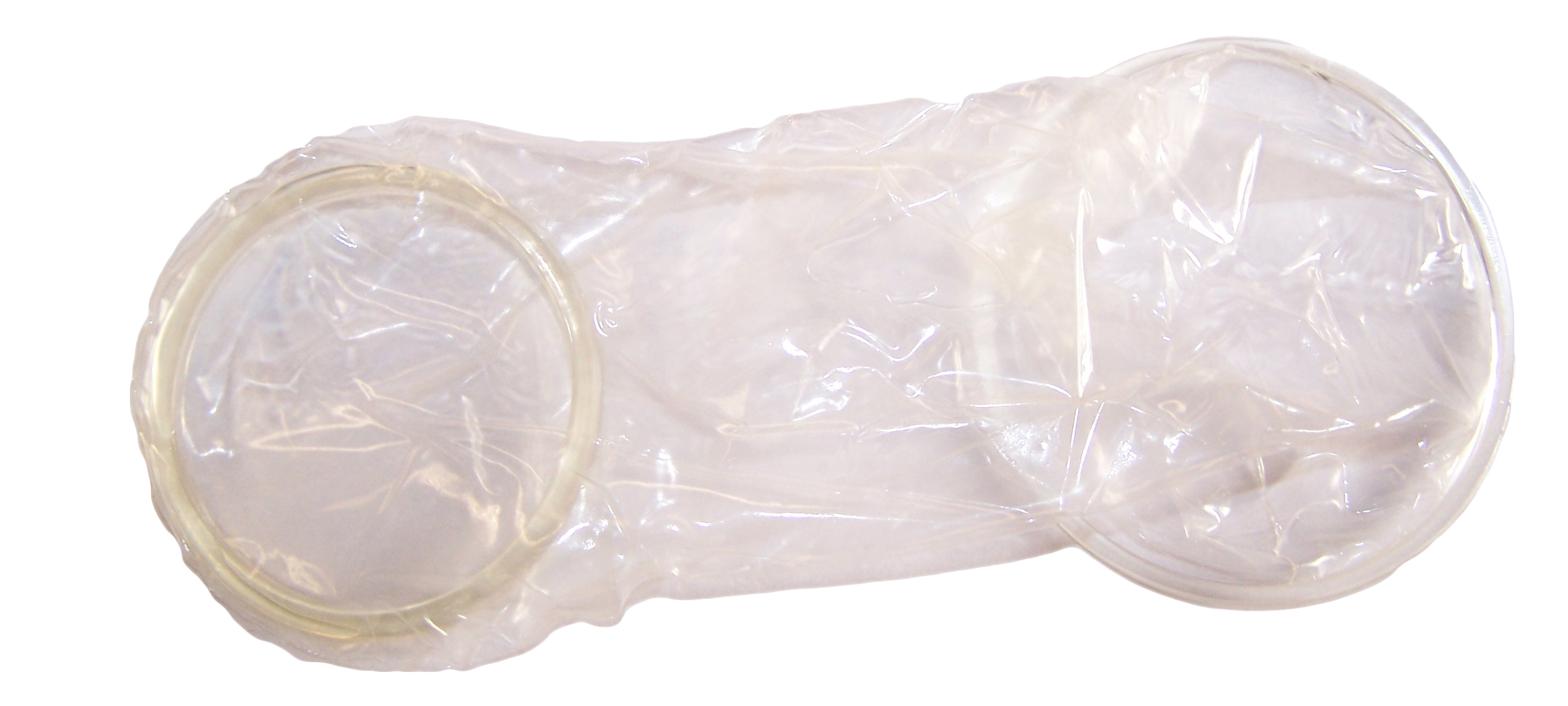
Preservatiu femení desenrotllat.

El preservatiu masculí, també conegut com a condó, condom o profilàctic, és un producte sanitari que s'utilitza com a mètode anticonceptiu i de prevenció de malalties de transmissió sexual (MTS). Per a la seua fabricació s'usen diversos materials, sent el més comú l'hule làtex natural, tot i que hui en dia encara es fabriquen en teixits animals, i ja es disposa de materials sintètics, com el poliuretà, però que no són tan difosos. També existeix un preservatiu femení, que es col·loca en la vagina de la dona. El preservatiu masculí és una baina o funda que es col·loca sobre el penis i generalment posseeix un espai a l'extrem tancat anomenat dipòsit, dissenyat per a contenir el semen. Fa de 16 a 22 cm de llargada i de 3,5 a 6,4 cm de diàmetre.

## Funció
La funció original del preservatiu va ser la d'anticonceptiu, perquè reté en el seu interior el semen, impedint d'aquesta manera el seu contacte amb els òvuls.
Diversos estudis científics varen comprovar posteriorment que també és útil en la prevenció de les malalties de transmissió sexual (MTS). Cal tindre en compte que no protegeix l'escrot ni evita les infeccions produïdes per ectoparàsits (poll púbic, escabiosi), per la qual cosa la seua efectivitat per a prevenir una MTS està vora el 95%, mentre que la seua efectivitat com a mètode de control natal és més alta, fins al 97%, quan s'usa, en ambdós casos, de forma apropiada.
Els preservatius masculins més comuns estan enrotllats sobre ells mateixos i dissenyats per a aplicar-se sobre la punta del gland i desenrotllar-se al llarg del cos del penis erecte.

## Proves de qualitat

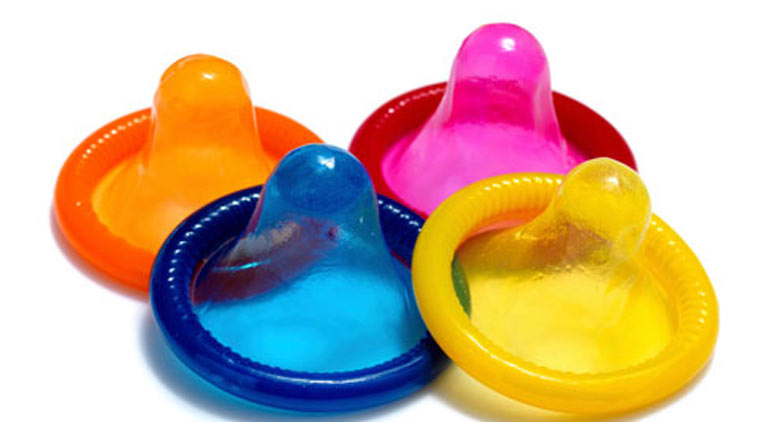
Preservatiu masculí enrotllat

En l'actualitat s'utilitzen diversos mètodes per a controlar la qualitat dels preservatius. S'ha popularitzat l'ús de la prova electrònica, que és general, perquè cada preservatiu és sotmès a aquest control. La prova electrònica aprofita les propietats aïllants de l'hule i d'algunes resines sintètiques, per a detectar esgarranys o perforacions en la superfície del preservatiu. Cada unitat és muntada sobre un motle metàl·lic, que és submergit en una tina que conté una solució conductora d'electricitat. Si hi haguera un esgarrany o perforació, el motle de metall sobre el qual està muntat el preservatiu rep una descàrrega. En aquest cas, aqueix preservatiu és descartat de forma automàtica.
D'altres controls de qualitat són estadístics, com per exemple:
Volum d'esclatament
Es mesura la capacitat d'aire que suporta el preservatiu abans d'esclatar.
Pressió d'esclat
Es mesura la resistència a la pressió sobre la superfície del preservatiu.
Inspecció visual de defectes
Se cerquen bombolles, malformacions o plecs.
Suspensió amb aigua
Se cerquen orificis no visibles, omplint una mostra de preservatius amb aigua per a comprovar si es filtra.
Solidesa del color
Empacat i etiquetatge d'acord amb les normes del país o regió de què es tracta
Hermeticitat de la prestància primària.
Algunes d'aquestes proves es repeteixen després d'haver sotmès els preservatius al forn d'envelliment, un dispositiu que reprodueix en pocs dies el desgast originat per anys de magatzematge.
Pot donar-se el cas que un mateix lot de preservatius siga sotmès als mateixos controls de qualitat fins a tres diferents ocasions: pel fabricant, per un laboratori independent i pels respectius ministeris de salut de cada país, per a assegurar una màxima eficiència i el menor risc per als usuaris.

## Classes de preservatius
Originàriament el preservatiu era per a ús masculí, però en l'actualitat existeixen tant per a hòmens com per a dones.
Hi ha preservatius de color natural o en tota la gamma de colors, transparents o opacs, i fins i tot fosforescents. Alguns tenen estampats en la seua superfície. Poden ser llisos o amb textures (anells, borradures) per a augmentar la sensació tàctil; amb aromes diverses (vainilla, fraula, xocolate, banana, etcètera); amb formes anatòmiques especials per a augmentar la comoditat o la sensibilitat; més llargs i amples o ajustats; més grossos (extra fort) o més prims (sensitius); amb lubricant de sabors; sense lubricar, lubricats lleugerament, extra lubricats, entre d'altres. Hi ha preservatius transparents, de colors o estampats; folgats o ajustats; llisos o amb textura per a augmentar la sensació tàctil; amb gusts, per a fer sexe oral; més dobles per a augmentar la seua resistència o més prims per a augmentar la sensibilitat; amb més o menys quantitat de lubricant i amb espermaticida.
Fins al 2005 eren comuns els preservatius que oferien un espermaticida, el nonoxinol 9, no obstant, diversos estudis mostren que la mucosa vaginal és susceptible a irritar-se davant d'aquesta substància, per la qual cosa cada volta és més difícil trobar-los.
En uns quants països es produeixen preservatius de poliuretà i d'altres resines sintètiques per a persones que són al·lèrgiques a l'hule làtex natural, però encara no han estat prou provats en laboratori per a veure la seua efectivitat.

## Col·locació del preservatiu masculí

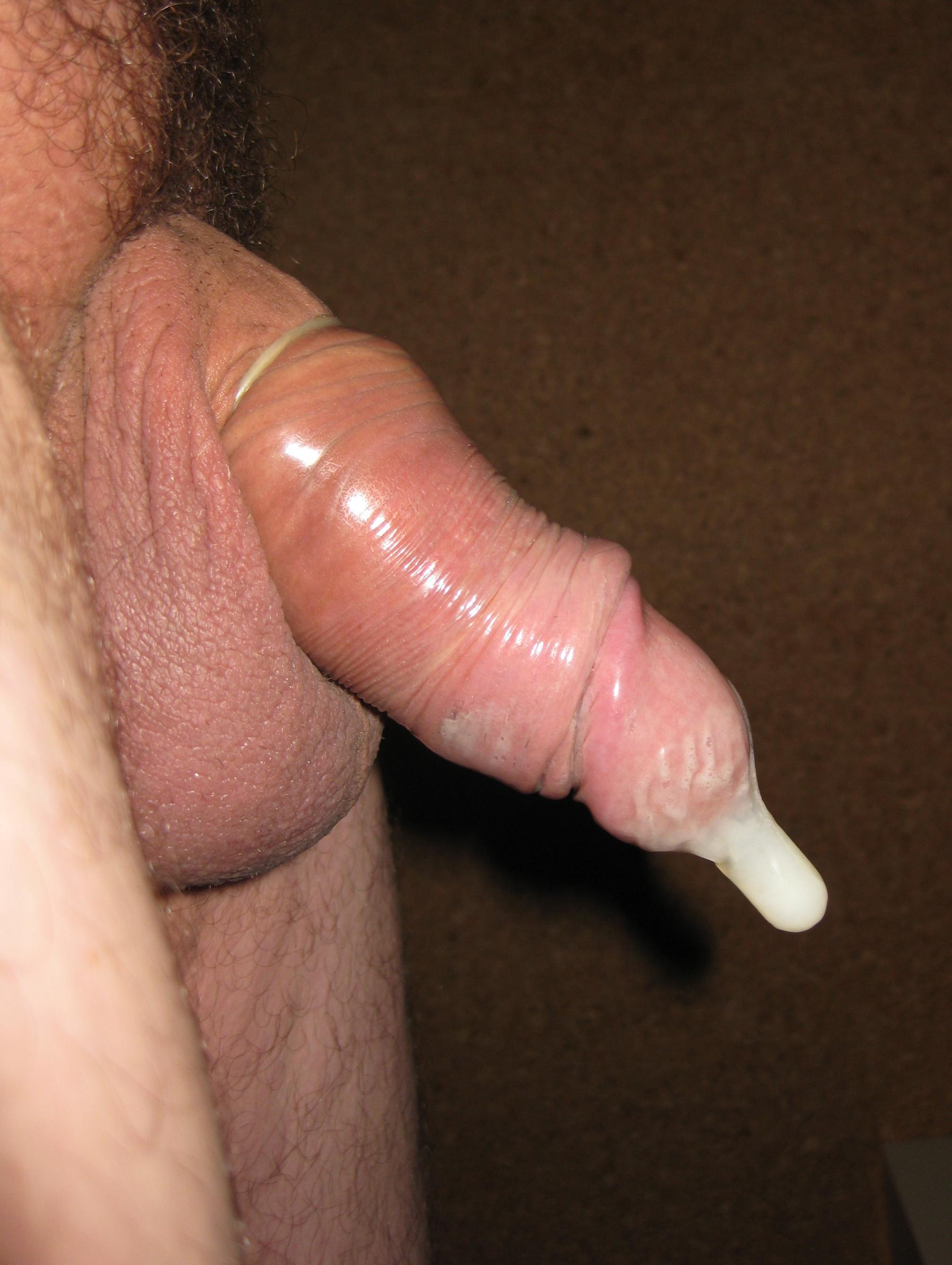
Mostra d'un preservatiu eficaç després de l'ejaculació masculina.

- Verificar la data de caducitat del preservatiu. No usar preservatius caducats, encara que semblin normals, es trenquen més fàcilment.
- S'ha de parar atenció en obrir el paquet, perquè es pot esgarrar imperceptiblement el preservatiu amb les dents o amb les ungles.
- Verificar si el preservatiu es pot desenrotllar bé. El preservatiu enrotllat té dos costats. De vegades el dipòsit per a semen es troba obert al revés, del costat incorrecte, i és possible enganyar-se i desenrotllar el preservatiu al revés (cosa que no serà possible, per raons topològiques). El costat exterior del preservatiu, que se suposa que estarà en contacte amb les mucoses de la parella, mai ha de posar-se en contacte amb el penis, perquè podria tenir una mínima quantitat de semen o líquid preseminal, perquè si l'usuari tinguera el VIH contagiaria la seua parella. Abans de posar el preservatiu en contacte amb el penis, cal assegurar-se que s'està prenent el preservatiu del costat correcte. S'ha de determinar de quin costat es pot desenrotllar abans que el preservatiu toque el meat del gland.
- Els hòmens que no estan circumcidats o que s'han fet una restauració de prepuci han de moure el prepuci cap avall per a posar el gland al descobert. Açò maximitzarà la mobilitat i reduirà la possibilitat que el preservatiu es trenque durant la relació sexual.
- Recolzar el preservatiu enrotllat sobre el gland.
- Sostenir el preservatiu per la punta de manera que no s'unfle, perquè això faria que el semen no es dipositara allí sinó que es correguera al llarg del preservatiu, augmentant la possibilitat de contagi o concepció.
- Desenrotllar completament el preservatiu sobre el cos del penis fins a la base. El preservatiu només es pot desenrotllar d'un sol costat. Si es veu que s'està posat al revés i, per tant, no es pot desenrotllar, ha de ser rebutjat, perquè el costat exterior del preservatiu ha entrat en contacte amb el penis, la qual cosa contagiaria a la parella si l'usuari tinguera alguna MTS.
- Tornar a cobrir el gland amb el prepuci. Acabar de desenrotllar completament el preservatiu.
- Durant la penetració ha de tocar-se la base del penis sovint per a assegurar-se que el preservatiu seguisca ubicat al seu lloc. Si es nota que s'ha corregut, ha d'espentar-se'l suaument i tornar-ho a fer arribar fins a la base del penis.

## Ús apropiat del preservatiu masculí
- El preservatiu s'ha de posat sobre el penis erecte immediatament després de tindre l'erecció, i definitivament abans de qualsevol contacte amb la vagina o l'anus de la parella.
- Amb els preservatius s'ha d'usar lubricant apropiat, perquè l'hule és soluble en petrolats i d'altres substàncies, presents en la vaselina, els olis per a bebès i olis per a massatge. Un lubricant apropiat s'ha de compondre d'aigua i glicerina o de silicona mèdica. Els preservatius fabricats en poliuretà poden usar-se amb qualsevol classe de lubricant, sense que es deterioren.
- Si la vagina de la parella no produeix una bona quantitat de lubricació natural, s'ha d'usar lubricant per a reduir l'abrasió del preservatiu.
- L'ús de lubricant és pràcticament necessari en el sexe anal, perquè la mucosa anal no genera el seu propi lubricant.
- Per a fer sexe anal, es poden aconseguir preservatius especialment dissenyats per a això (més dobles, per tant més difícils d'esgarrar).
- No es recomana l'ús de preservatius de poliuretà per al coit anal, perquè no s'ha comprovat l'efectivitat del poliuretà per a brindar protecció en aquestes situacions, i hi ha, en canvi, evidència d'inflamació i esquinç del recte quan aquests s'empren d'aquesta manera manera.
- També és perillós l'ús d'espermaticida en pràctiques anals, perquè hi ha estudis que demostren que afecta les defenses de l'epiteli rectal, debilitant-les i, per tant, fent vulnerable a l'usuari a una infecció transmesa sexualment.
- No s'han de guardar els preservatius directament en la butxaca del pantaló, perquè la calor corporal durant períodes prolongats tendeix a debilitar el làtex. El mateix succeeix si els preservatius es guarden en la guantera de l'automòbil.
- El penis s'ha de retirar immediatament després de l'ejaculació, quan encara està erecte, perquè no fer-ho implica un risc innecessari.
- En retirar el penis de la vagina o l'anus, s'ha de prendre amb els dits la base del preservatiu per a evitar que rellisque i quede dins, amb risc de contagi o concepció.
- Han de llavar-se les mans i el penis abans de continuar el contacte amb la parella sexual.
- Els preservatius són d'un sol ús, no s'han de tornar a usar.

## Història del preservatiu

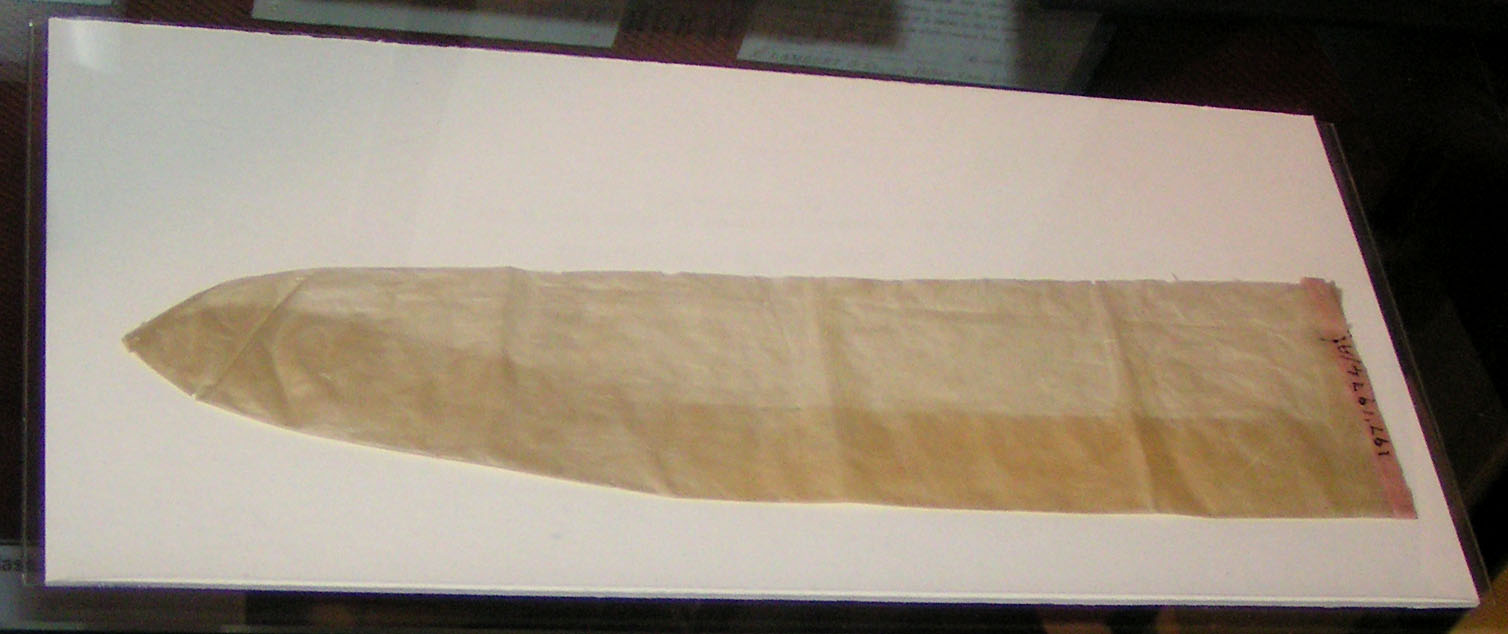
Preservatiu de cec d'animal (circa 1900) de la farmàcia londinenca Bell & Croyden (1798), Museu de Ciències de Londres

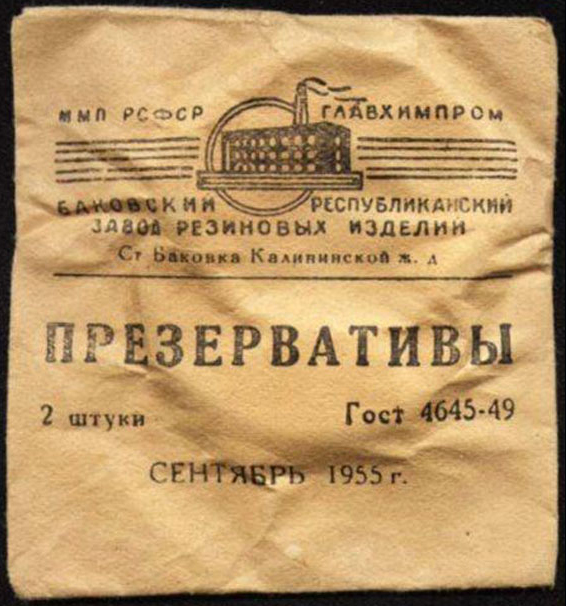
Un envàs de 1955 d'un preservatiu de la Unió Soviètica

El preservatiu ha estat usat des de temps antics per a prevenir "malalties venèries" (com se les coneixia abans, en honor de Venus, deessa de l'Amor), igual que com a mètode anticonceptiu. En el moment en què l'ésser humà va descobrir la relació entre el sexe i la concepció dels fills, així com entre el sexe i l'aparició de certes malalties, va començar a utilitzar seccions més o menys llargues de budells d'animals amb una de les puntes lligada. Aquests dispositius encara hui es poden aconseguir (construïts de manera un poc més sofisticada), a causa de la seua capacitat de transmetre la calor corporal i per la seua sensació tàctil, però no són gaire efectius en l'evitació de la concepció. A Egipte, almenys des de l'any 1000 aC, s'utilitzaven fundes de tela sobre el penis. La llegenda del rei Minos (1200 aC) fa referència a l'ús de lleus (pulmons) de peix o bufetes de cabra per a retenir el semen.
L'any 2000 el museu Britànic de Londres va exposar per primera vegada els preservatius més antics del món que es conserven, que daten de fa vora 450 anys, que varen ser trobats en excavacions fetes en els anys huitanta en el castell de Dudley, al centre d'Anglaterra. Els exemplars exposats corresponen als segles XVI, XVII i XVIII. Crida l'atenció que aquests exemplars són tan fins com els que es fabriquen actualment de manera industrial amb làtex. Aquests preservatius, fabricats amb budells d'animals, estan cosits atentament en una extremitat, mentre que l'altra punta té una cinta que permet de mantenir-los premuts una vegada col·locats. Però fan 34 mm d'ample (mentre que els actuals fan 52 mm, ço és 18 mm més amples que els antics anglesos).
Segons els experts, aqueixos preservatius estaven destinats a hòmens que freqüentaven cases de prostitució. No s'empraven com a anticonceptius sinó per a evitar malalties venèries, especialment la sífilis. Es creu que abans de ser usats se submergien en llet tèbia perquè s'ablaniren. Aquests preservatius de budell es fabricaven a mà, probablement eren molt cars i la idea era d'utilitzar-los diverses vegades. No se sap com és que es van conservar fins a l'actualitat.
Es registren també esforços per a inventar preservatius de tela finament entreteixida, però evidentment no varen ser efectius i no es continuaren de fabricar. El metge italià Gabriele Fallopio (1523 - 1562) va proposar en el seu llibre De morbo gallico l'ús de fundes de tela, que recobrien únicament el gland i es nugaven amb un llaç, per a evitar la sífilis.
Quan a finals del segle xix els anglesos varen començar a produir preservatius de làtex indi es va fer un gran pas en l'efectivitat i fàcil disponibilitat, puix que es venien en farmàcies i drogueries. No obstant això, fins a mitjan segle vint, prou després de la fi de la Segona Guerra Mundial (1945) en molts països la venda n'estava prohibida.
En el segle xix apareix per primera volta la paraula "condom", en un llibre dedicat a la sífilis, escrit pel Dr. Turner.
En Argentina, el 1947 varen començar a instal·lar-se dispensadors de preservatius en els espais públics. Després de la caiguda del govern democràtic (1955) varen desaparèixer les fàbriques de preservatius, els dispensadors i fins i tot els banys públics, que varen ser considerats un afront a la moral pública pel fet que sovint eren usats per homosexuals com a lloc per a cercar parella.
Als Estats Units se'n permetia la venda "només per a la prevenció de malalties". Sovint la seua disponibilitat en una farmàcia era comunicada a un potencial client d'una manera indirecta, tal com xicotets anuncis publicitaris que parlaven "d'esponges de goma" (rubber sponge). D'ací que fins i tot hui als Estats Units als preservatius se'ls digui rubbers ('gomes').
En molts països hi ha organismes que distribueixen gratuïtament preservatius tant per a control de la natalitat com per a prevenció de malalties de transmissió sexual. Aquestes iniciatives troben oposició per part de grups religiosos i moralistes que s'oposen a la distribució o ús de preservatius. Aquests grups argumenten que:
- El control de la natalitat és una cosa que no hauria de fer-se, perquè va contra de les lleis de la naturalesa i la religió.
- La lliure distribució de preservatius (igual que l'educació sexual en establiments educatius) incentivaria les persones a tindre relacions sexuals premaritals, acció condemnada per les religions i en molts estrats socials.

## Eficàcia
El percentatge d'embarassos amb l'ús normal del condom varia entre el 10 i el 18% segons la població estudiada. El percentatge d'embarassos amb un ús perfecte del condom és del 2%. Els condoms poden ser combinats amb altres formes de contracepció (com espermicida) per a una protecció millor.

## Terminologia
En català s'ha introduït l'anglicisme internacional condom per a referir-se al preservatiu. Posteriorment, alguns diccionaris han recollit la forma interferència lingüística per l'espanyol, condó. Com ho ha demostrat el lingüista Gabriel Bibiloni, aquest terme és un calc lingüístic del castellà
Generalment els termes "preservatiu", "condom" i "profilàctic" s'usen de manera formal. Alguns acadèmics prefereixen el terme "condom", perquè sostenen que aquest dispositiu no té una efectivitat 100% absoluta en la seua funció de "preservatiu" (preservar de la concepció) o "profilàctic" (profilaxi de MTS). Estan més difoses les formes vulgars que en cada país existeixen per a referir-se al preservatiu; així en català septentrional es parla de mitja (mitjó) i, en català general, de barretina o goma/gometa; en francès de França capotte (anglaise), en castellà d'Espanya hom l'anomena "goma", a l'Argentina i a l'Uruguai "folre", al Perú "ponxo"; en altres països "globus" i "paracaigudes". Als Estats Units se'n diu rubbers ('gomes', en plural) i en el Regne Unit Johnny ('joanet') o Love glove ('guant de l'amor').